# タバコ・ロード

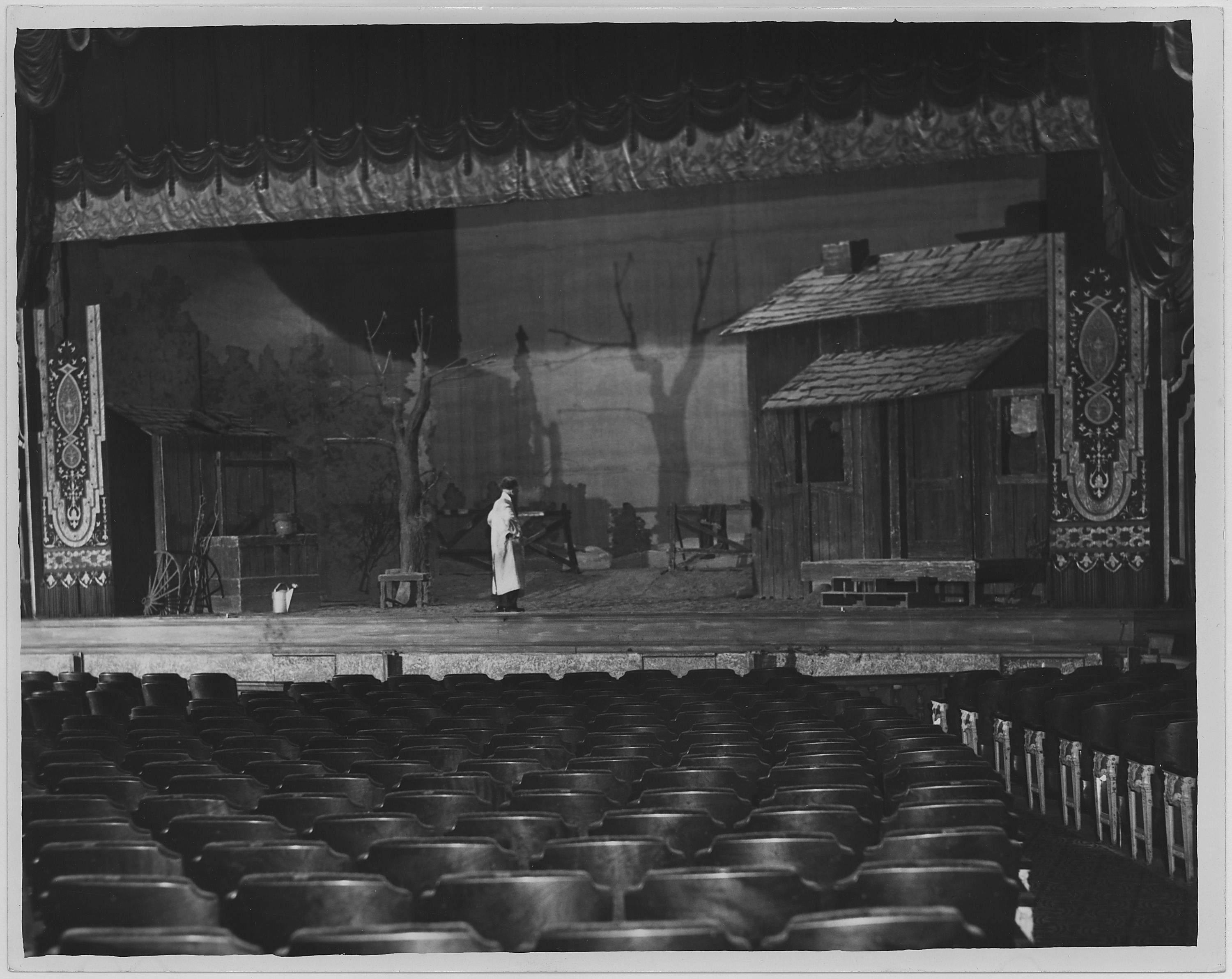
1937年にオマハで上演した時の舞台セット

『タバコ・ロード』（Tobacco Road）は、アメリカ合衆国の小説。およびそれを原作とした戯曲と映画。

## 小説
アメリカ合衆国の小説家アースキン・コールドウェルが1932年に発表した小説作品。内容は、アメリカ南部ジョージア州のタバコ地帯を舞台に、社会の発展から取り残されたプア・ホワイトとよばれる農民たちの生活を描いている。

### ストーリー
貧しい農民ジーター・レスターは家族と共に娘婿のラヴからカブラを奪いとり食べてしまう。ラヴは昨年嫁に貰ったこの家の末娘パールのことで話があったのだが、話もそこそこに引き上げてしまった。
未亡人の女説教師シスター・ベシーは一家の16才の息子デュードと再婚し、財産をはたいて車を買い、ジーターと薪を売りにオーガスタへいくが果たせず、その夜泊まったホテルで売春婦の真似事をする。
そののち、生活の援助を求めて長男のトムに会いに行くもすげなく扱われ、そのことからジーターとシスター・ベシーがケンカ別れとなり、また、口減らしの為にラヴに嫁がせていた末娘のパールが家出したので、こんどは兎唇の娘エリー・メイをあてがうのだった。
家族がついにジーターと年老いた妻のエーダのみとなった3月のある日、ジーターの放った野火により、ボロ家もろとも二人は焼け死んでしまう。

### 登場キャラクター
- ジーター・レスター - レスター家の主、日々の糧もない貧農。
- エーダ - ジーターの妻、17人の子持ち。
- エリー・メイ - 18才になる兎唇の娘、のちにラヴに嫁ぐ。
- デュード - ジーターの息子、シスター・ベシーと結婚する。
- パール - ジーターの末娘、口減らしの為にラヴに嫁ぐ。のちに家出。
- トム - ジーターの長男、町で成功するも一家とは絶縁状態。
- シスター・ベシー - 未亡人の女説教師、デュードと結婚する。
- ラヴ - 石炭落としの仕事を持つ、パールの亭主。

## 演劇
ジャック・カークランドにより戯曲化。

## 映画
アメリカ合衆国の映画作品。アースキン・コールドウェルの原作小説、およびそれを原作としたジャック・カークランドの戯曲の映画化である。
日本ではアメリカ公開から47年後となる1988年に公開された。

### キャスト
- ダナ・アンドリュース
- チャールズ・グレープウィン
- ジーン・ティアニー
- マージョリー・ランボー
- ウィリアム・トレイシー
- スリム・サマーヴィル
- ウォード・ボンド